# Арбажский район
Арба́жский райо́н — административно-территориальная единица (район) на юго-западе Кировской области России. В рамках организации местного самоуправления в границах района существует муниципальное образование Арбажский муниципальный округ (с 2004 до 2020 гг. — муниципальный район).
Административный центр — посёлок городского типа Арбаж.

## География
Площадь — 1409,95 км². Основные реки — Вятка, Пижма, Боковая, Шуван.

## Население
| 1939   | 1959    | 1970    | 1979    | 1989    | 2002  | 2009  | 2010  | 2011  |
| ------ | ------- | ------- | ------- | ------- | ----- | ----- | ----- | ----- |
| 46 227 | ↘42 296 | ↘15 754 | ↘12 780 | ↘12 052 | ↘9647 | ↘8624 | ↘7328 | ↘7305 |
| 2012   | 2013    | 2014    | 2015    | 2016    | 2017  | 2018  | 2019  | 2020  |
| ↘7010  | ↘6767   | ↘6587   | ↘6296   | ↘6191   | ↘6056 | ↘5850 | ↘5642 | ↘5418 |
| 2021   |         |         |         |         |       |       |       |       |
| ↘4699  |         |         |         |         |       |       |       |       |

### Урбанизация
Городское население (рабочий посёлок Арбаж) составляет  60,44 % от всего населения района (округа).

### Национальный состав
- русские — 96,6 %.

## История
Арбажский район образован в 1929 году в составе Котельнического округа Нижегородского края. В него вошли 29 сельсоветов бывших Арбажской, Верхотульской, Сорвижской, Чистопольской, Шембетской волостей Котельничского уезда Вятской губернии. С 1934 года район — в составе Кировского края, с 1936 года — Кировской области. 14 ноября 1959 года к Арбажскому району был присоединён Тужинский район.
На основании указа Президиума Верховного Совета РСФСР от 1 февраля 1963 года Арбажский район в составе 18 сельсоветов был упразднен, его территория перешла в состав Советского района.
Указом Президиума Верховного Совета РСФСР от 19 апреля 1965 года Арбажский район был восстановлен. Была возвращена территория с земельной площадью 121034 га, на которой располагалось 9 сельских советов: Арбажский, Верхотульский, Корминский, Кисляковский, Мосуновский, Роёвский, Сорвижский, Шараницкий, Шембетский. Возвращены 268 населённых пунктов с 5 колхозами и населением 18 598 человек. На 1 января 1969 года сельсоветов было 13, совхозов и колхозов — тоже 13.

## Населённые пункты
В Арбажском районе (муниципальном округе) 74 населённых пункта, в том числе один городской (рабочий посёлок) и 73 сельских населённых пункта.
| №  | Населённый пункт | Тип     | Население | Бывшее муниципальное образование |
| -- | ---------------- | ------- | --------- | -------------------------------- |
| 1  | Арбаж            | пгт     | ↘2840     | Арбажское городское поселение    |
| 2  | Антипенки        | деревня | 3         | Верхотульское сельское поселение |
| 3  | Багаи            | деревня | 0         | Сорвижское сельское поселение    |
| 4  | Баланды          | деревня | 40        | Шембетское сельское поселение    |
| 5  | Басманы          | деревня | 105       | Арбажское городское поселение    |
| 6  | Березины         | деревня | 0         | Сорвижское сельское поселение    |
| 7  | Большая Ворона   | деревня | 0         | Шембетское сельское поселение    |
| 8  | Большая Чернушка | деревня | 2         | Арбажское городское поселение    |
| 9  | Большие Волки    | деревня | 1         | Сорвижское сельское поселение    |
| 10 | Большое Кормино  | деревня | 4         | Корминское сельское поселение    |
| 11 | Большой Арбаж    | деревня | 0         | Арбажское городское поселение    |
| 12 | Большой Кугунур  | деревня | 157       | Арбажское городское поселение    |
| 13 | Верхотулье       | село    | 189       | Верхотульское сельское поселение |
| 14 | Высоково         | деревня | 0         | Арбажское городское поселение    |
| 15 | Глотовы          | деревня | 6         | Шембетское сельское поселение    |
| 16 | Горбуновщина     | деревня | 7         | Корминское сельское поселение    |
| 17 | Гулины           | деревня | 140       | Арбажское городское поселение    |
| 18 | Елсуки           | деревня | 0         | Сорвижское сельское поселение    |
| 19 | Журавли          | деревня | 2         | Корминское сельское поселение    |
| 20 | Казань           | деревня | 4         | Сорвижское сельское поселение    |
| 21 | Кисляки          | деревня | 208       | Арбажское городское поселение    |
| 22 | Коктыш           | деревня | 39        | Арбажское городское поселение    |
| 23 | Колпаки          | деревня | 1         | Сорвижское сельское поселение    |
| 24 | Кормино          | село    | ↘349      | Корминское сельское поселение    |
| 25 | Костичи          | деревня | 1         | Корминское сельское поселение    |
| 26 | Кошкино          | деревня | 13        | Корминское сельское поселение    |
| 27 | Криуша           | деревня | 121       | Корминское сельское поселение    |
| 28 | Крутик           | деревня | 11        | Верхотульское сельское поселение |
| 29 | Крысаны          | деревня | 2         | Корминское сельское поселение    |
| 30 | Кукмур           | деревня | 17        | Верхотульское сельское поселение |
| 31 | Кывырла          | деревня | 11        | Верхотульское сельское поселение |
| 32 | Летяги           | деревня | 1         | Арбажское городское поселение    |
| 33 | Липаты           | деревня | 25        | Верхотульское сельское поселение |
| 34 | Лобасты          | деревня | 64        | Арбажское городское поселение    |
| 35 | Локтины          | деревня | 12        | Сорвижское сельское поселение    |
| 36 | Малый Кугунур    | деревня | 0         | Арбажское городское поселение    |
| 37 | Миничи           | деревня | 2         | Арбажское городское поселение    |
| 38 | Мишули           | деревня | 7         | Корминское сельское поселение    |
| 39 | Мостолыги        | деревня | 1         | Арбажское городское поселение    |
| 40 | Мосуны           | деревня | 332       | Шембетское сельское поселение    |
| 41 | Набережный       | посёлок | 66        | Арбажское городское поселение    |
| 42 | Нагоряна         | деревня | 1         | Сорвижское сельское поселение    |
| 43 | Назары           | деревня | 0         | Сорвижское сельское поселение    |
| 44 | Панкраты         | деревня | 0         | Арбажское городское поселение    |
| 45 | Пермяки          | деревня | 0         | Сорвижское сельское поселение    |
| 46 | Петухи           | деревня | 0         | Арбажское городское поселение    |
| 47 | Печенеги         | деревня | 10        | Корминское сельское поселение    |
| 48 | Пишнур           | деревня | 223       | Верхотульское сельское поселение |
| 49 | Пищалинцы        | деревня | 0         | Арбажское городское поселение    |
| 50 | Победново        | деревня | 0         | Корминское сельское поселение    |
| 51 | Подсосновка      | деревня | 0         | Шембетское сельское поселение    |
| 52 | Рои              | деревня | 3         | Арбажское городское поселение    |
| 53 | Рои              | село    | 70        | Арбажское городское поселение    |
| 54 | Серяки           | деревня | 118       | Верхотульское сельское поселение |
| 55 | Сорвижи          | село    | 728       | Сорвижское сельское поселение    |
| 56 | Спиричи          | деревня | 2         | Арбажское городское поселение    |
| 57 | Средний Кугунур  | деревня | 0         | Арбажское городское поселение    |
| 58 | Суслики          | деревня | 6         | Сорвижское сельское поселение    |
| 59 | Сухие Прудки     | деревня | 52        | Верхотульское сельское поселение |
| 60 | Хмелевка         | деревня | 1         | Корминское сельское поселение    |
| 61 | Холкины          | деревня | 3         | Сорвижское сельское поселение    |
| 62 | Хорошавины       | деревня | 0         | Арбажское городское поселение    |
| 63 | Чернушка         | деревня | 29        | Шембетское сельское поселение    |
| 64 | Чибаки           | деревня | 0         | Корминское сельское поселение    |
| 65 | Чикишата         | деревня | 0         | Сорвижское сельское поселение    |
| 66 | Чугичи           | деревня | 0         | Корминское сельское поселение    |
| 67 | Чулки            | деревня | 55        | Арбажское городское поселение    |
| 68 | Шабры            | деревня | 9         | Шембетское сельское поселение    |
| 69 | Шараница         | село    | 172       | Сорвижское сельское поселение    |
| 70 | Шембеть          | село    | 342       | Шембетское сельское поселение    |
| 71 | Шишкины          | деревня | 0         | Сорвижское сельское поселение    |
| 72 | Шмелек           | деревня | 5         | Верхотульское сельское поселение |
| 73 | Шустово          | деревня | 6         | Сорвижское сельское поселение    |
| 74 | Яранск           | деревня | 0         | Корминское сельское поселение    |

### Упразднённые населённые пункты
| № | Упразднённый населённый пункт | Тип     | Население | Бывшее муниципальное образование |
| - | ----------------------------- | ------- | --------- | -------------------------------- |
| 1 | Ваганьково                    | деревня | 0         | Сорвижское сельское поселение    |
| 2 | Гавричи                       | деревня | 0         | Шембетское сельское поселение    |
| 3 | Душкины                       | деревня | 0         | Шембетское сельское поселение    |
| 4 | Корманы                       | деревня | 0         | Корминское сельское поселение    |
| 5 | Ляпши                         | деревня | 0         | Корминское сельское поселение    |
| 6 | Малая Ворона                  | деревня | 0         | Шембетское сельское поселение    |
| 7 | Севастьяне                    | деревня | 0         | Сорвижское сельское поселение    |
| 8 | Тетери                        | деревня | 0         | Сорвижское сельское поселение    |

## Муниципальное устройство
В рамках организации местного самоуправления в границах района функционирует Арбажский муниципальный округ (с 2004 до 2020 года — муниципальный район).
C конца 2004 до конца 2019 года существовавший в этот период муниципальный район включал 5 муниципальных образований, в том числе 1 городское и 4 сельских поселения:
| № | Муниципальное образование        | Административный центр | Количество населённых пунктов | Население, чел. | Площадь, км² |
| - | -------------------------------- | ---------------------- | ----------------------------- | --------------- | ------------ |
| 1 | Арбажское городское поселение    | пгт Арбаж              | 24                            | ↘3368           | 542,51       |
| 2 | Верхотульское сельское поселение | село Верхотулье        | 10                            | ↘483            | 256,60       |
| 3 | Корминское сельское поселение    | село Кормино           | 16                            | ↘303            | 91,18        |
| 4 | Сорвижское сельское поселение    | село Сорвижи           | 20                            | ↘757            | 248,94       |
| 5 | Шембетское сельское поселение    | село Шембеть           | 11                            | ↘507            | 270,72       |

В январе 2020 года муниципальный район и все входившие в его состав городское и сельские поселения упразднены и объединены в Арбажский муниципальный округ (с переходным периодом к январю 2021 года).
Район как административно-территориальная единица области сохранил свой статус, но входившие в состав района сельские округа также упразднены.

## Председатели райисполкома
С 1929 по 1991 годы в райисполкоме председательствовали:
| Ф. И. О.                                         | Время замещения должности    |
| ------------------------------------------------ | ---------------------------- |
| Горшечников Степан Иванович                      | июнь 1929 – февраль 1930     |
| Потапов Александр Нефедович                      | февраль – апрель 1930        |
| Корюгин Александр Антонович                      | май – сентябрь 1930          |
| Тихонов Александр Васильевич — партийный деятель | октябрь 1930 – январь 1932   |
| Мамылов Иван Борисович                           | февраль 1932 – июнь 1936     |
| Лучинин Данил Кириллович                         | июнь 1936 – декабрь 1939     |
| Суворов Сергей Александрович — партийный деятель | декабрь 1939 – июль 1942     |
| Непогодин Иван Иосифович                         | июль 1942 – февраль 1945     |
| Сырнев Олег Петрович                             | февраль – сентябрь 1945      |
| Трухин Федор Петрович                            | октябрь 1945 – ноябрь 1947   |
| Захватаев Николай Артемьевич                     | декабрь 1947 – март 1949     |
| Суслов Иван Васильевич                           | апрель 1949 – март 1953      |
| Казаковцев Викентий Дмитриевич                   | март 1953 – март 1955        |
| Харитонов Анатолий Степанович                    | март – май 1955              |
| Овчинников Константин Михайлович                 | октябрь 1955 – сентябрь 1956 |
| Сырнев Август Павлович                           | сентябрь 1956 – август 1958  |
| Харитонов Анатолий Степанович                    | сентябрь – ноябрь 1958       |
| Локтин Павел Романович                           | ноябрь 1958 – ноябрь 1959    |
| Харитонов Анатолий Степанович                    | ноябрь 1959 – январь 1960    |
| Самоуков Иван Евлампиевич                        | январь 1960 – август 1961    |
| Надеев Авенир Васильевич                         | август 1961 – декабрь 1962   |
| Дождиков Григорий Георгиевич                     | апрель 1965 – ноябрь 1966    |
| Киселёв Николай Петрович                         | ноябрь 1966 – декабрь 1970   |
| Крашенинников Валерий Алексеевич                 | декабрь 1970 – апрель 1973   |
| Демшин Леонид Александрович                      | апрель 1973 – январь 1975    |
| Новиков Михаил Михайлович — партийный деятель    | январь 1975 – февраль 1979   |
| Пупышев Валентин Зосимович                       | февраль 1979 – декабрь 1991  |

## Экономика
В основе экономики Арбажского района лежит сельское хозяйство, в районе расположено множество сельхозпредприятий, молоко- и мясоперерабатывающих комбинатов, переработка древесины, торговля.

## Достопримечательности
- Церковь Троицы в с. Сорвижах (1782—1808 гг.)
- Лавка торговая (пгт. Арбаж).
- Дом купца Сысоева (пгт. Арбаж).
- Волостное правление (пгт. Арбаж).
- Дом пристава (пгт. Арбаж).
- Дом пристава и начальное училище (пгт. Арбаж).
- Пятое классное училище (пгт. Арбаж).
- Дом купца Безденежных (пгт. Арбаж).
- Земская школа мальчиков (пгт. Арбаж).
- Пересыльная изба, земская школа (Пишнурское сельское поселение).
- Монастырское место, детгородок (Чулковское сельское поселене).
- Часовня (Роевское сельское поселение).
- Земская школа, дом священнослужителя (Верхотульский сельское поселение).
- Коктышанское городище (Чулковское сельское поселение).
- Мельница (Мосуновское сельское поселение).